# Botanika

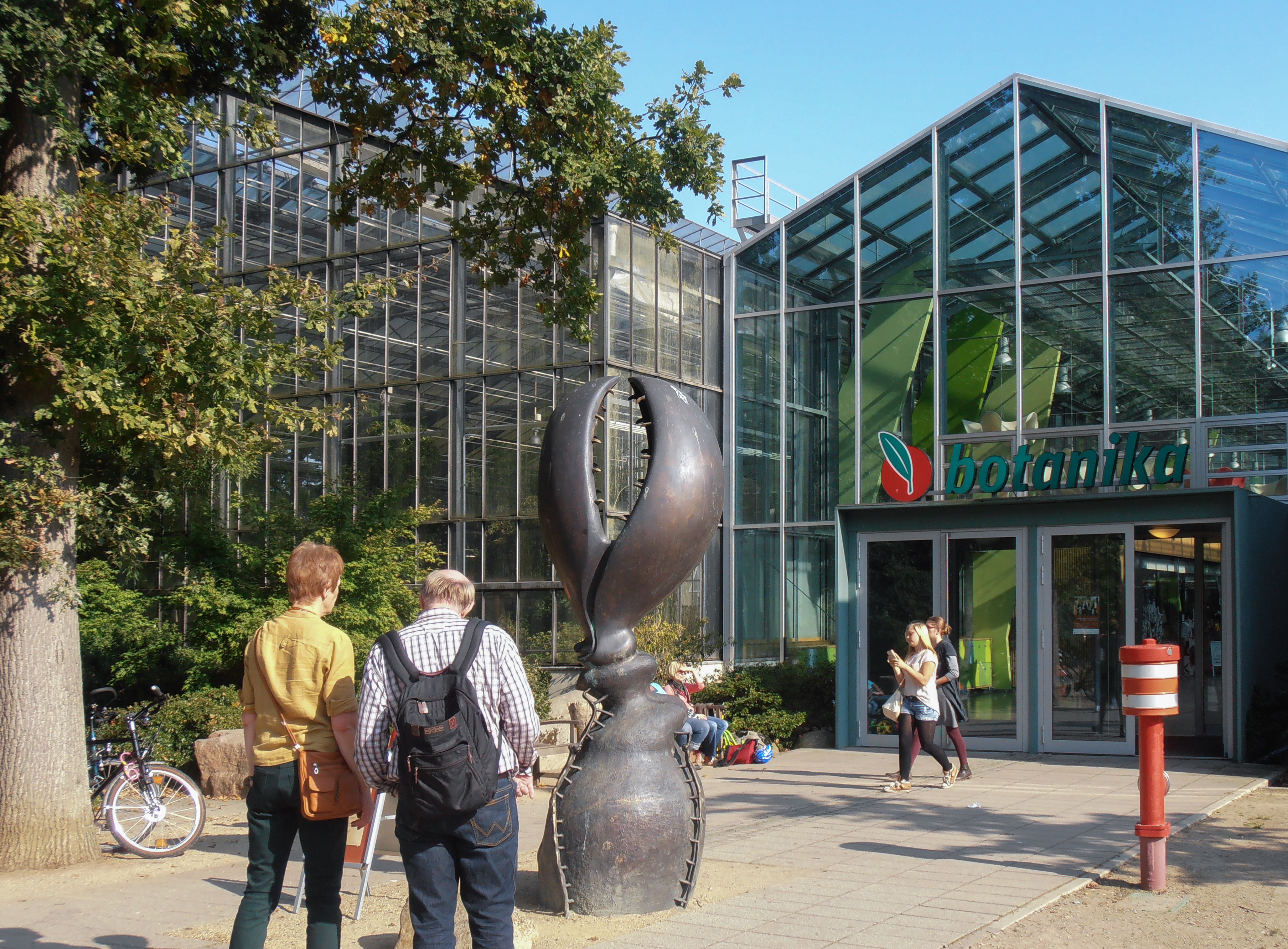
Eingangsbereich

botanika - Bremens große Entdeckerwelt ist der Name eines Naturerlebniszentrums im Rhododendron-Park Bremen. Zusammen mit der umliegenden Parkanlage stellt sie (mit rund 650 Arten und 3.500 Sorten) die größte Rhododendronsammlung der Welt dar.

## Allgemeines

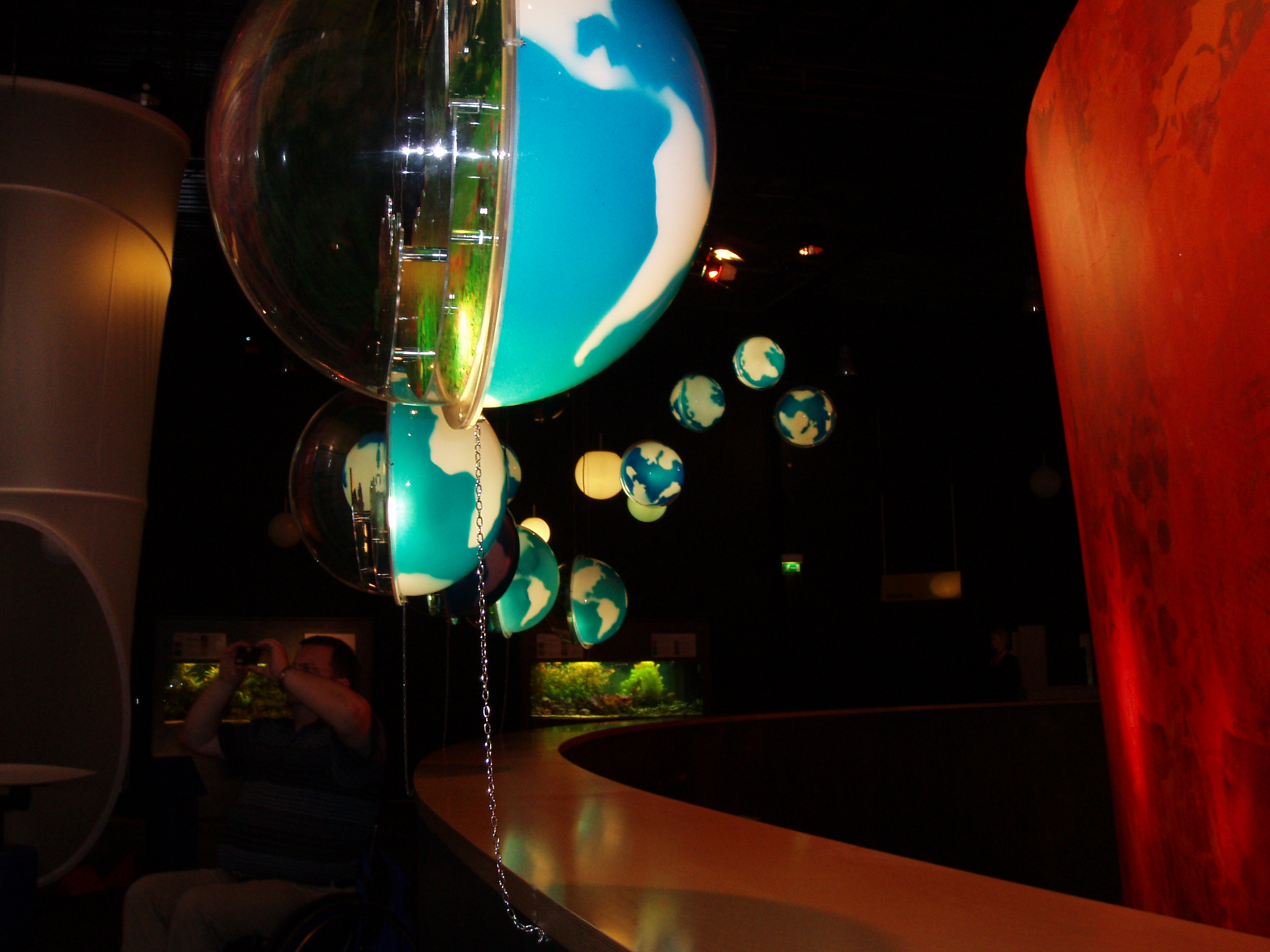
Entdeckerzentrum

Das grüne Science Center botanika wurde 2003 inmitten des Bremer Rhododendron-Parks eröffnet. Die Anlage zeigt in naturnah gestalteten Schaugewächshäusern die große Vielfalt tropischer und subtropischer Rhododendren und ihrer Begleitflora. In einem interaktiven Entdeckerzentrum vermittelt sie zudem vertieftes Wissen zur Bedeutung der biologischen Vielfalt. Die Pflege und die Präsentation der Pflanzen-Sammlung und der Ausstellung verantwortet die botanika GmbH, die finanziell von der Stiftung botanika und von der Stadtgemeinde Bremen unterstützt wird.

## Stationen / Aufbau

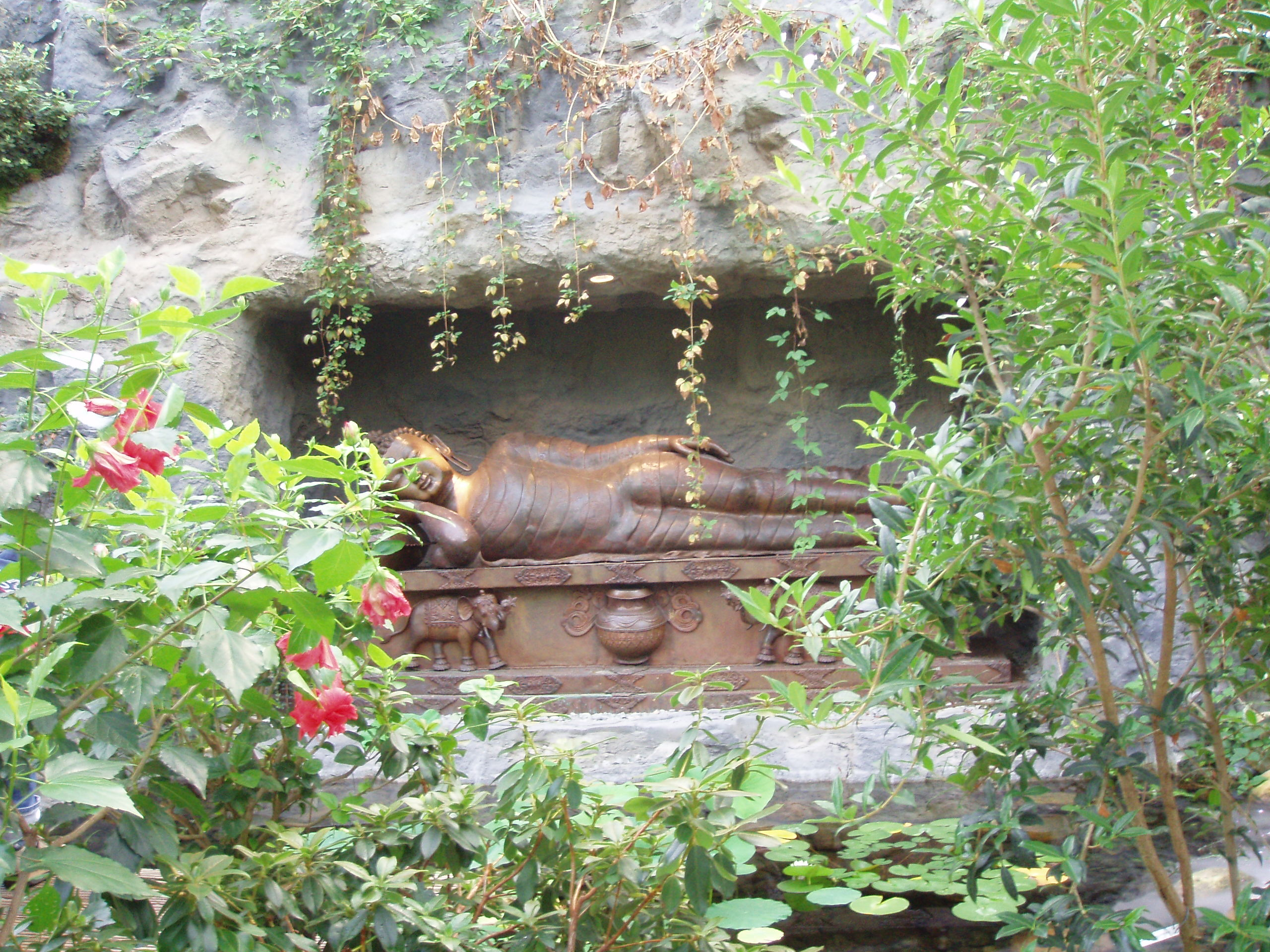
Liegende Buddha-Statue

Das 1000 m² große interaktive Entdeckerzentrum ist spiralförmig aufgebaut. Es bietet mit rund 80 interaktiven Exponaten und erläuternden Texttafeln umfassende Informationsmöglichkeiten zum Themenfeld Biologische Vielfalt und Pflanzen.
Die Schaugewächshäuser der botanika präsentieren auf rund 4000 m² diverse asiatische Landschaften. Die Häuser sind in die Bereiche Himalaya-Gebirge, Borneo und Japan aufgeteilt. Im Herbst 2021 wurde die Ausstellung außerdem um ein 900 m² großes Tropenhaus erweitert.
In den asiatischen Gewächshauswelten und im Entdeckerzentrum werden verschiedene Tierarten gezeigt und ihre Beziehung zu Asien oder zu pflanzlichen Phänomenen werden erläutert. So findet man im Japanischen Garten einen Teich mit Koi, in Borneo Beos und im Entdeckerzentrum Plattschwanzgeckos, Pfleilgiftfrösche, Gespenstschrecken, ein Chamäleon und ein Meerwasseraquarium mit diversen Arten des Korallenriffs. Im neuen Tropenhaus werden Weißhandgibbons gezeigt, außerdem seit 2021 ganzjährig frei fliegende tropische Schmetterlinge.
Es werden regelmäßig Sonderausstellungen gezeigt, insbesondere die jährliche botanika goes space im September, sowie eine Osterausstellung im Frühjahr.

## Europäischer Friedensbuddha
Seit August 2017 ist die Anlage der Standort des europäischen Friedensbuddhas. Als Geschenk des 14. Dalai Lamas Tenzin Gyatso an die Bewohner des europäischen Kontinents, soll die Statue als Symbol der Harmonie und des Friedens auf der Welt gelten. Der in Bylakuppe hergestellte Friedensbuddha misst 2,4 Meter und wiegt 450 Kilo.

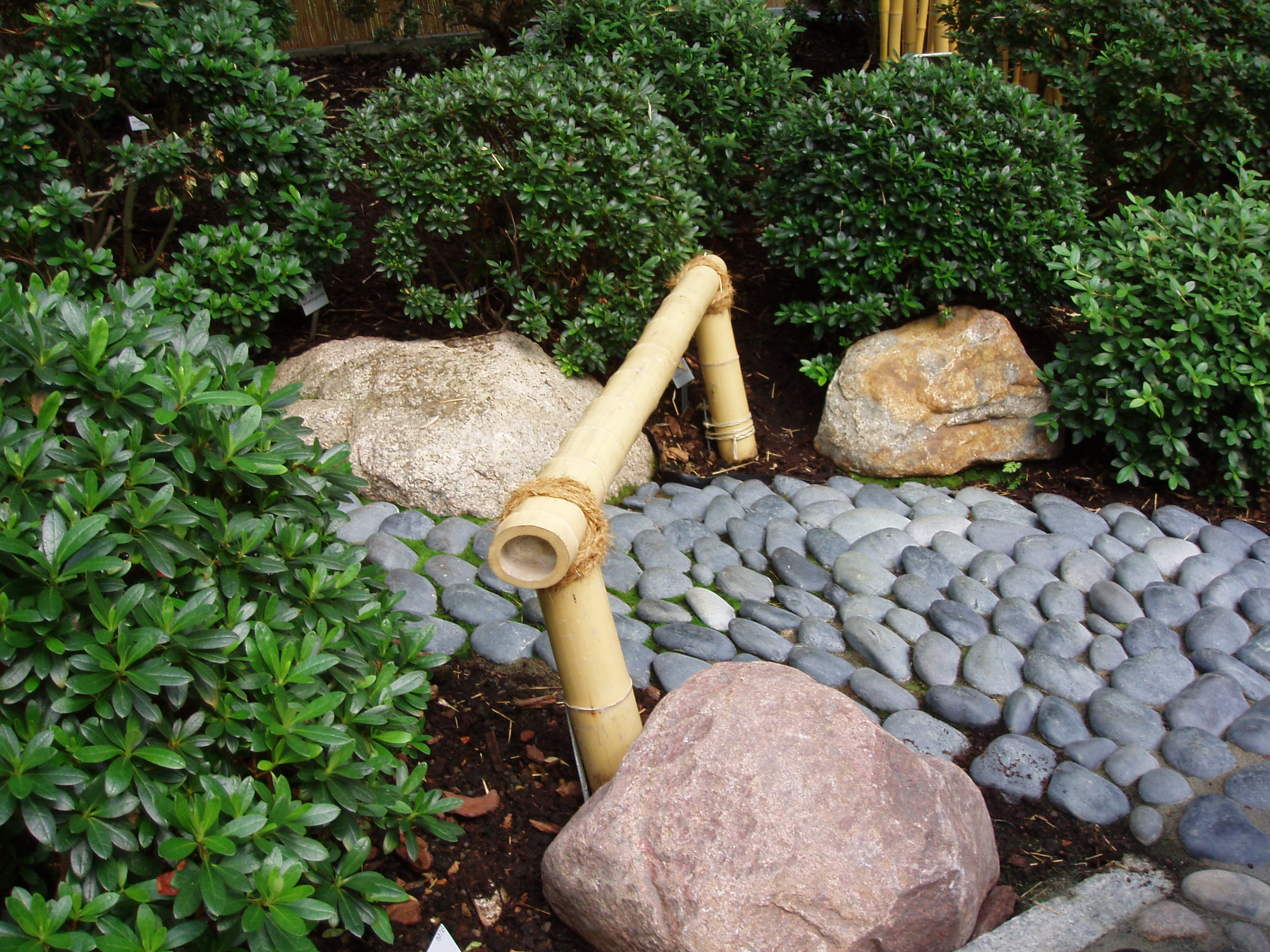
Japanischer Garten
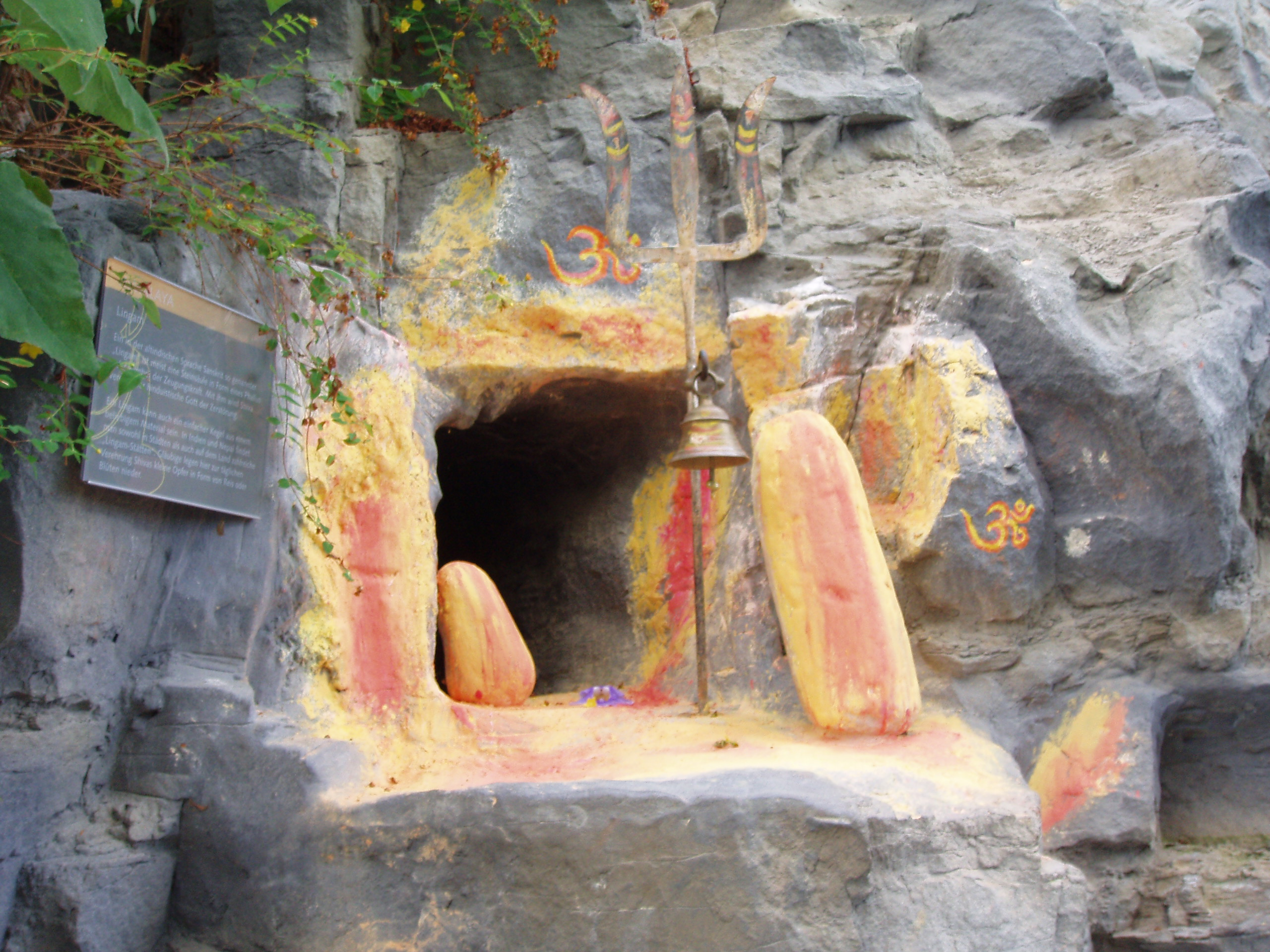
Lingam – ein Phallussymbol zu Ehren Shivas
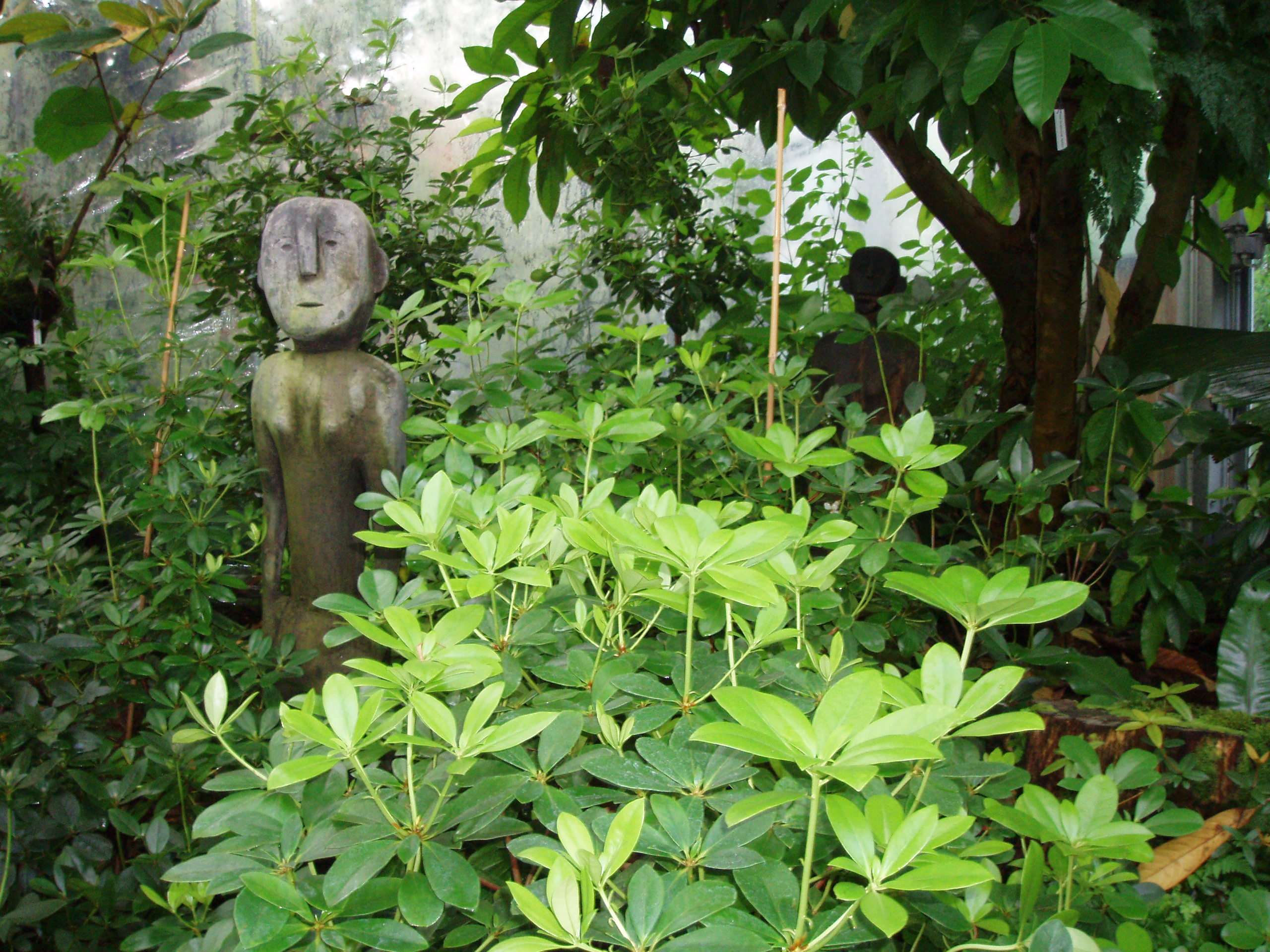
Kultpfahl
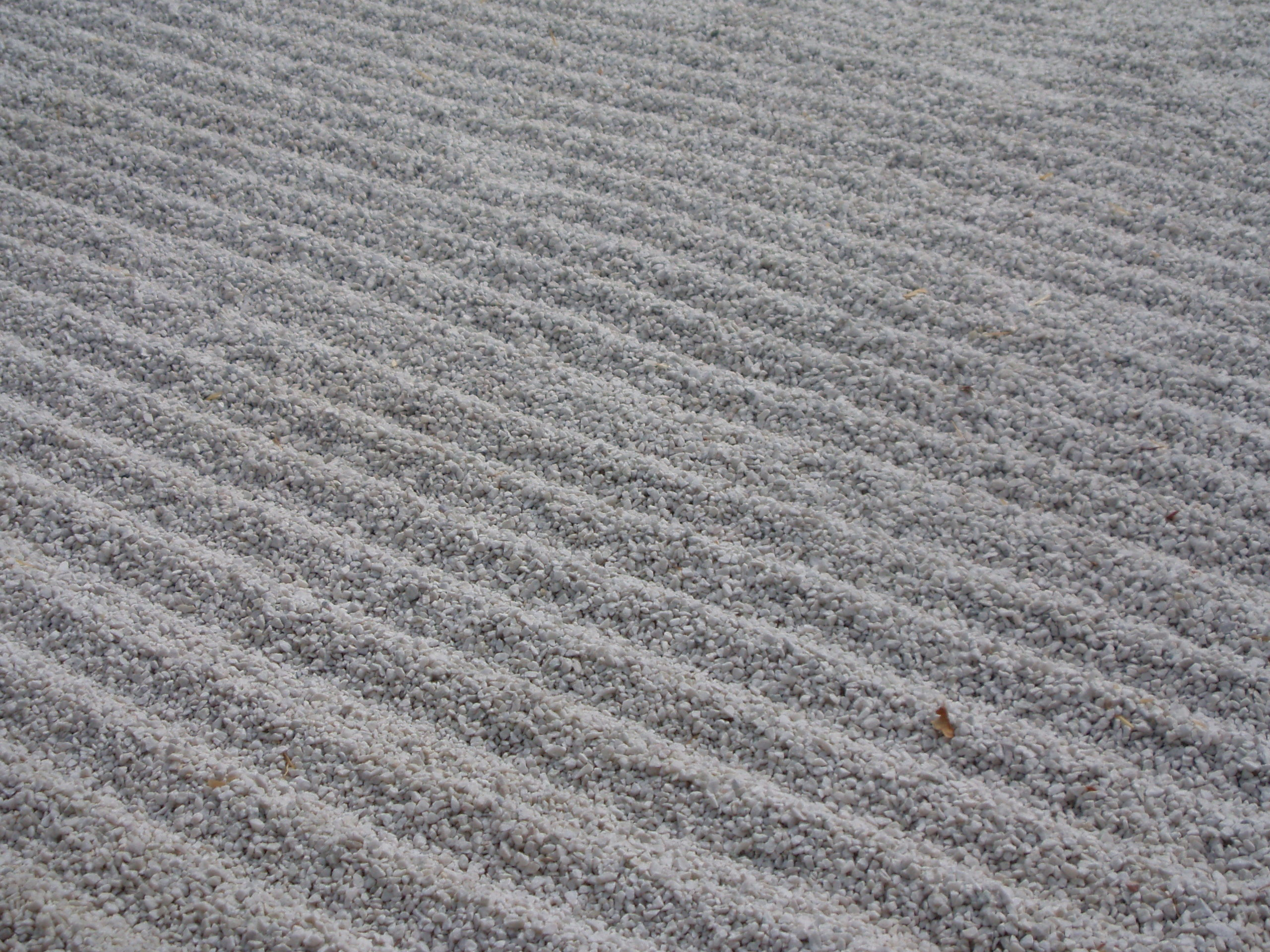
Zen-Garten
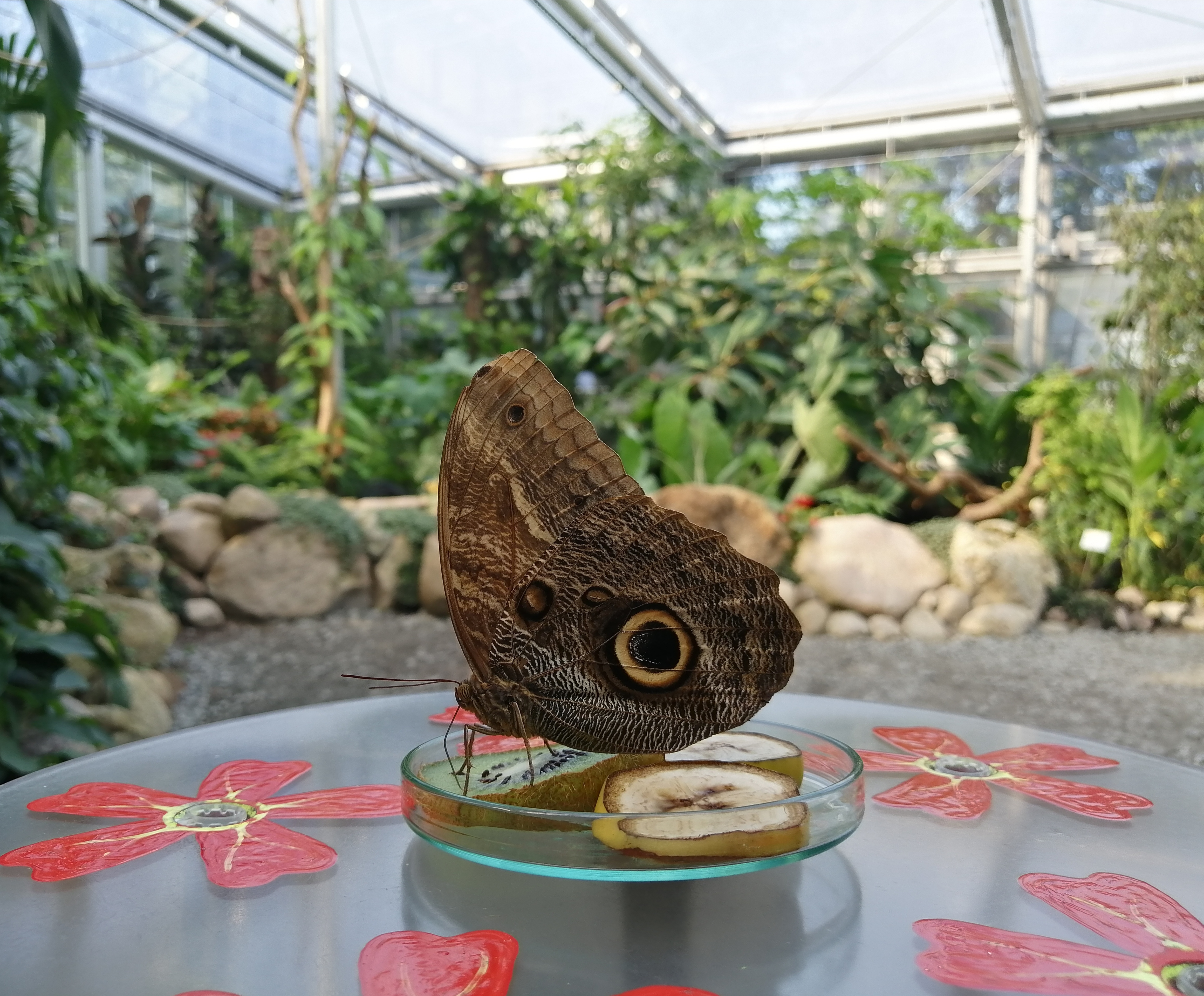
Bananenfalter im neuen Schmetterlingshaus
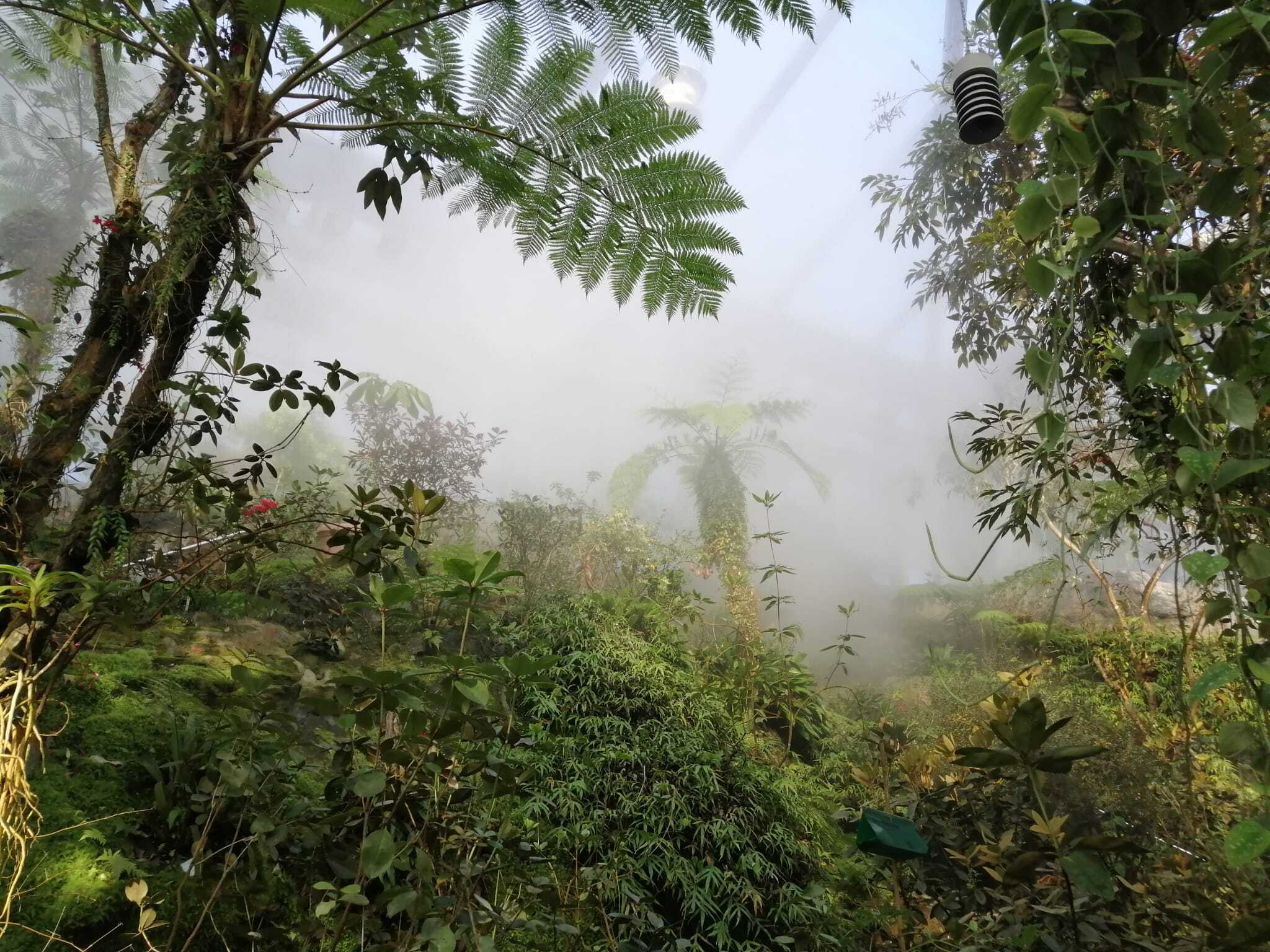
Borneohaus
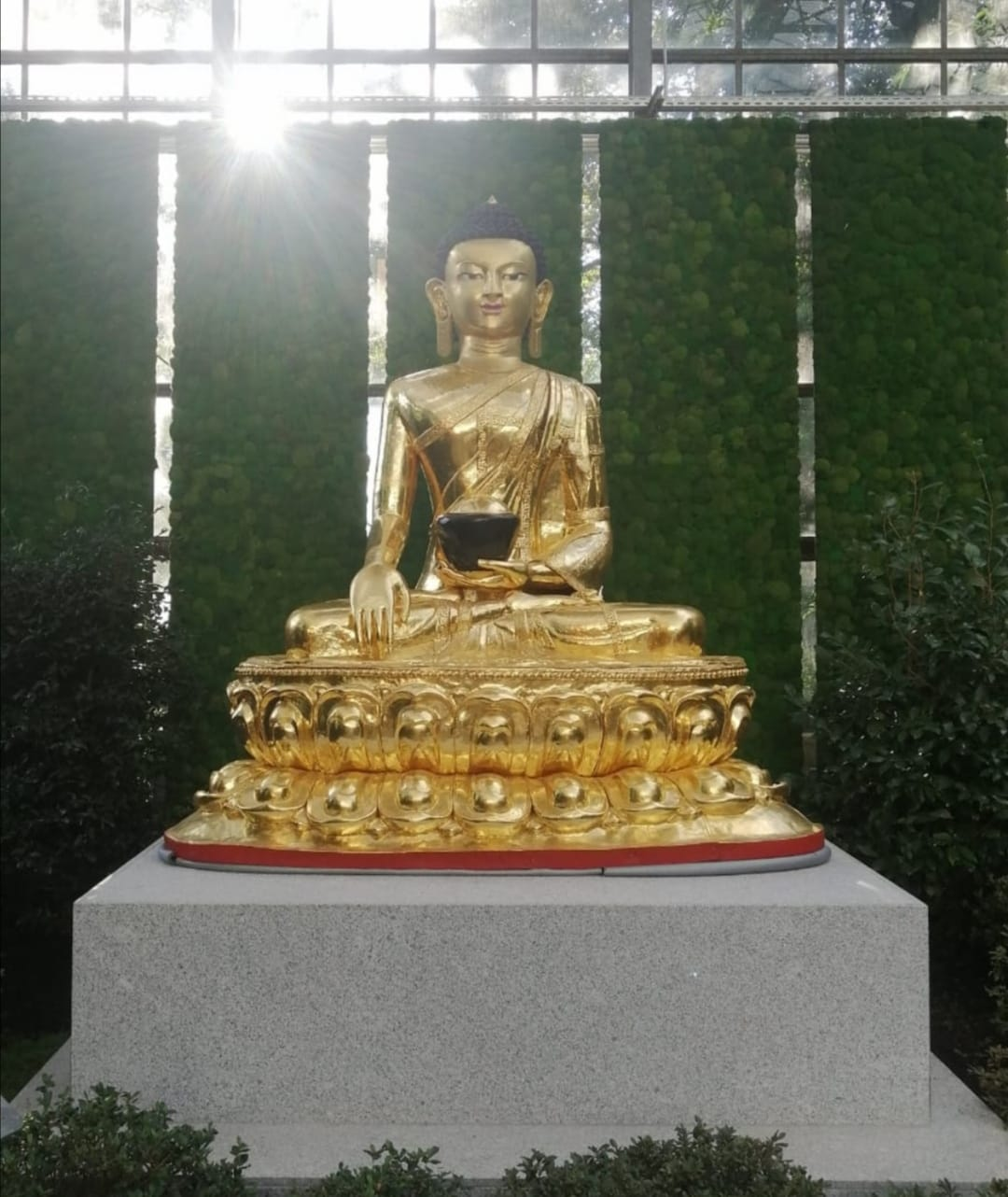
Europäischer Friedensbuddha

## Hochzeiten
Die Botanika ist einer der Außentrauorte des Standesamtes Bremen. Die offiziellen Trauorte liegen im Schmetterlingshaus, im Japanischen Garten und vor der Buddhastatue im Himalaya-Gewächshaus. Freie Trauungen sind in der gesamten Anlage möglich.